# Microsoft Project
Microsoft Project is een management-softwarepakket dat primair bedoeld is om projectmanagers en portfoliomanagers in middelgrote en grote bedrijven te ondersteunen bij het maken van hun planningen. Planningen kunnen via hiërarchische modellen (Work Breakdown Structure, WBS) worden ingevoerd en aan individuele taken kunnen resources (mankracht) en budgetten worden toegewezen zodat resourceplanning ook mogelijk is. Alhoewel Microsoft Project onderdeel is van Microsoft Office heeft het nooit deel uitgemaakt van een uitgave van het volledige Office-pakket.
Software als Microsoft Project is in staat om uitgaande van de ingegeven project- en portfoliogegevens (baseline) via geavanceerde rekenmodellen voorspellingen te doen over de optimale planning ('Estimation' en 'Scheduling'). Daarmee zet de software een zogenaamd kritiek pad uit. Grafisch wordt de planning vervolgens getoond door middel van bijvoorbeeld Gantt-grafieken.
Achteraf kan aan de hand van gewerkte uren worden berekend wat de (financiële) uitnutting is van de geplande uren. Hiermee wordt de voortgang bijgehouden van een project, waarmee vervolgens weer uitspraken over de toekomst kunnen worden gedaan.
Pakketten als Microsoft Project maken deel uit van de Business Intelligence van een bedrijf en worden gebruikt om te rapporteren aan het management. Het pakket Project is ontwikkeld door Microsoft en is beschikbaar voor Windows en niet voor Mac OS X.